# Garcinia sopsopia
Garcinia sopsopia är en tvåhjärtbladig växtart som först beskrevs av Buch.-ham., och fick sitt nu gällande namn av D.J. Mabberley. Garcinia sopsopia ingår i släktet Garcinia och familjen Clusiaceae. Inga underarter finns listade i Catalogue of Life.